# Parallels Server for Mac
Parallels Server для Mac — серверное решение для виртуализации, которое позволяет создавать и запускать виртуальные машины на компьютерах Mac с процессором Intel.

## Поддерживаемые операционные системы

### Гостевые ОС в виртуальных машинах
- Windows
  - Windows 2000 (x32)
  - Windows Server 2003 (x32, x64)
  - Windows XP (x32, x64)
  - Windows Vista (x32, x64)
  - Windows 7 (x32, x64)
  - Windows Server 2008 (x32, x64)

- Linux
  - Red Hat Enterprise Linux 5 (x32, x64)
  - Red Hat Enterprise Linux 4 (x32, x64)
  - CentOS 5 (x32, x64)
  - CentOS 4 (x32, x64)
  - Ubuntu Linux 9 (x32, x64)
  - Ubuntu Linux 8.10, 9.04
  - Fedora 11 (x32, x64)
  - SUSE Linux Enterprise Server 10 (x32, x64)
  - SUSE Linux 10 (x32, x64)
  - Debian GNU/Linux 5.0 (x32, x64)
  - FreeBSD 6, 7

- Mac OS X
  - Mac OS X Server v10.5 Leopard
  - Mac OS X Server v10.6 Snow Leopard

Parallels Server 4.0 для Mac не поддерживает использование Mac OS X Lion в качестве гостевой операционной системы в виртуальных машинах. Это никак не влияет на возможность использовать Parallels Server 4.0 на компьютере Мас с OS X Lion 10.7.

## Parallels Server для Mac Mini
Существует версия Parallels Server для Mac Mini, которая отличается от Parallels Server для Mac исключительно наличием ограничения на максимум две одновременно запущенные виртуальные машины. Данное ограничение накладывается вводом серийного номера в установленный оригинальный продукт.